# Liste der Wiener Parks und Gartenanlagen/Döbling
Diese Liste umfasst jene Parks und Gartenanlagen, die sich im 19. Wiener Gemeindebezirk Döbling befinden und einen Namen tragen:
| Name                    | Bild | Standort                                                              | Jahr der Errichtung | Benannt nach | Fläche in m² | Bauten                                                                      | Kunstobjekte | Naturdenkmäler                                                        | Anmerkungen |
| ----------------------- | ---- | --------------------------------------------------------------------- | ------------------- | --- | ------------ | --------------------------------------------------------------------------- | --- | --------------------------------------------------------------------- | --- |
| 12.-Februar-Park        |      | 12.-Februar-Platz Koordinaten                                         | 1930                | dem Österreichischen Bürgerkrieg, der am 12. Februar 1934 begann                                                                | 6.300        |                                                                             | Bronzeplastik „Sämann“ (Hofner, 1920) |                                                                       | Im Ehrenhof des Karl-Marx-Hofes                                                                                 |
| Alfred-Auer-Park        |      | Hutweidengasse Koordinaten                                            | 2003 (Benennung)    | Alfred Auer (1922–2002), Stadtgartendirektor                                                                                    | 3.160        |                                                                             | |                                                                       | |
| Anna-Ehm-Park           |      | Kaasgrabengasse Koordinaten                                           | 2013 (Benennung)    | Anna Ehm (1903–1963), Pädagogin, Direktorin der Grinzinger Neulandschule                                                        | 2.440        |                                                                             | |                                                                       | |
| Beethovenpark           |      | Beethovengang Koordinaten                                             |                     | Ludwig van Beethoven | 15.310       |                                                                             | Beethoven-Denkmal von Anton Dominik Fernkorn |                                                                       | |
| Dr.-Meißner-Park        |      | Wilbrandtgasse Koordinaten                                            | 1919 (Benennung)    | Leopold Florian Meissner | 6.580        |                                                                             | |                                                                       | |
| Franz-Hengl-Park        |      | Cobenzlgasse Koordinaten                                              | 2013 (Benennung)    | Franz Hengl (1894–1968), Weinhauer, Präsident der Wiener Landwirtschaftskammer                                                  | 1.680        |                                                                             | |                                                                       | |
| Franz-Mayer-Park        |      | zwischen Langäckergasse und Amalgergasse Koordinaten                  | 2016 (Benennung)    | Franz Mayer (1928–2011), Winzer, Heurigenwirt, Präsident der Wiener Landwirtschaftskammer                                       | 4.800        |                                                                             | |                                                                       | |
| Hayekpark               |      | Cottagegasse / Hartäckergasse / Marianne-Schönauer-Gasse Koordinaten  | 2018 (Benennung)    | Friedrich August von Hayek | 4.000        |                                                                             | |                                                                       | |
| Heiligenstädter Park    |      | Grinzinger Straße Koordinaten                                         | 1905                | dem ehemaligen Vorort Heiligenstadt                                                                                             | 87.580       | Ehemaliges Portierhaus der Villa Rothschild                                 | Beethoven-Denkmal (Oerley, Weigl, 1911), Gründungsstein des Parks |                                                                       | 1977 um die ehemaligen Rothschild-Gärten erweitert, ehem. Portierhaus unter Schutz.                             |
| Hilde-Spiel-Park        |      | Kreilplatz Koordinaten                                                | 2010 (Benennung)    | Hilde Spiel | 4.380        |                                                                             | |                                                                       | |
| Hugo-Wolf-Park          |      | Hartäckerstraße Koordinaten                                           | 1924                | Hugo Wolf | 57.410       | Kinderfreibad                                                               | Skulptur Brüderlein und Schwesterlein von Franz Waldmüller aus dem Jahr 1930; Ida-Krottendorf-Denkmal von Reinhard Winter aus dem Jahr 1998. |                                                                       | Ursprünglich Hartäckerpark, heutiger Name seit 1953                                                             |
| Karl-Fellinger-Park     |      | Billrothstraße Koordinaten                                            | 2001 (Benennung)    | Karl Fellinger | 22.470       |                                                                             | Denkmal für Fellinger (Wilfan, 2000) |                                                                       | Die Benennung bezieht sich auf das nahegelegene Rudolfinerhaus                                                  |
| Olympiapark             |      | Untersievering, zwischen Budinsky- und Flotowgasse Koordinaten        |                     | Nach dem 1950–1971 in der Sieveringer Straße 25 bestehenden Olympia-Kino                                                        | 8.500        |                                                                             | |                                                                       | |
| Pfarrer-Mitschke-Park   |      | Zahnradbahnstraße Koordinaten                                         | 1994 (Benennung)    | Eduard Gustav Mitschke (1878–1959), Pfarrer von Nussdorf                                                                        | 710          | Historisches Pissoir                                                        | |                                                                       | Pissoir unter Denkmalschutz                                                                                     |
| Pisecpark               |      | Glanzinggasse Koordinaten                                             | 2018 (Benennung)    | Karl Pisec | 1.850        |                                                                             | |                                                                       | |
| Puchweinpark            |      | Sieveringer Straße Koordinaten                                        | 2020 (Benennung)    | Bertrand Georg Puchwein (1924–2011), Pfarrer von Sievering                                                                      | 3.500        | Sieveringer Pfarrkirche, historisches WC-Gebäude                            | Figurenbildstock des hl. Johannes Nepomuk | 507(Winterlinde)                                                      | Pfarrkirche und Nepomuk-Bildstock unter Schutz                                                                  |
| Raimund-Zoder-Park      |      | Raimund-Zoder-Gasse Koordinaten                                       | 1890er              | Raimund Zoder | 8.150        |                                                                             | |                                                                       | |
| Richard-Eybner-Park     |      | Silbergasse Koordinaten                                               | 1990 (Benennung)    | Richard Eybner | 1.940        |                                                                             | Gedenkstein für Eybner (Des Palmes, 1992) |                                                                       | |
| Rudolf-Grünwald-Park    |      | Hohe Warte Koordinaten                                                | 2019 (Benennung)    | Rudolf Grünwald, Pferdefuhrwerksunternehmer und Funktionär des First Vienna Football Clubs, 1942 nach Maly Trostinec deportiert |              |                                                                             | |                                                                       | |
| Saarpark                |      | Saarplatz Koordinaten                                                 | 1990 (Benennung)    | Ferdinand von Saar | 7.870        |                                                                             | Gedenkstein für Saar |                                                                       | |
| Setagayapark            |      | Hohe Warte Koordinaten                                                | 1992                | Setagaya, Partnerbezirk von Döbling                                                                                             | 4.790        | Teehaus                                                                     | Bambustor, Steinmonument (Steinstupa) |                                                                       | Park im Stil eines japanischen Gartens                                                                          |
| Strauss-Lanner-Park     |      | Billrothstraße Koordinaten                                            | 1928                | Johann Strauss (Vater), Joseph Lanner                                                                                           | 7.660        |                                                                             | Ehemalige Grabmäler von Strauss und Lanner mit einem Rest der Friedhofsmauer |                                                                       | An Stelle des Oberdöblinger Friedhofes                                                                          |
| Wertheimsteinpark       |      | zwischen Döblinger Hauptstraße und Heiligenstädter Straße Koordinaten | 1907                | der Villa Wertheimstein, deren Garten er ursprünglich war                                                                       | 63.730       | Villa Wertheimstein (1. Hälfte 19. Jh.), Bedürfnisanstalt (Fa. Beetz, 1908) | Vasen, Säulen und ein Sphinxtorso aus den Gärten der Villa Rothschild im Garten der Villa, Gedenkstein für Franziska von Wertheimstein, die das Parkgelände testamentarisch der Stadt vermachte, Denkmäler für Ferdinand von Saar (Seifert, 1914), Franz Keim (Hänlein, 1924) und Julius Schlegel (Leirer, 1986), Vogeltränke im Blindengarten (Schrittwieser, 1959) | 826 (Blutbuche), 827 (Baumhasel), 828 (Sommerlinde), 829 (Speierling) | 1959 wurde im südlichen Teil des Parks der erste Blindengarten Mitteleuropas eingerichtet. Bauten unter Schutz. |
| Wilfanpark              |      | Scheibelreitergasse Koordinaten                                       | 2009 (Benennung)    | Hubert Wilfan | 3.680        |                                                                             | Denkmal für Wilfan |                                                                       | |
| Zeßner-Spitzenberg-Park |      | Stefan-Esders-Platz Koordinaten                                       | 2018 (Benennung)    | Hans Karl Zeßner-Spitzenberg | 1.720        |                                                                             | |                                                                       | |